# Zikkurat des Gottes An
Die Zikkurat des Gottes An in Uruk ist einer der ältesten bekannten, großen Monumentalbauten Mesopotamiens.

## Entstehung
Die ältesten Gebäude an Stelle der späteren Zikkurat wurden während der Uruk-Zeit aus nichtgebrannten, luftgetrockneten Lehmziegeln erbaut. Sie dienten vermutlich als Tempel-Anlage. Mit Unterbrechungen  wurden bis in die Seleukidische Zeit an dieser Stelle weitere Tempel gebaut. Bekannt ist der  Weiße Tempel aus der Uruk-Zeit, dessen Errichtung um etwa 3500 v. Chr. angenommen wird, wegen seiner hoch erhaltenen Mauern.
Die Seleukidische Zikkurat war dem Himmelsgott An geweiht, weshalb das Gelände und die älteren Baustufen als Anu-Zikkurat bezeichnet werden. Es ist jedoch nicht nachweisbar, ob die älteren Tempelanlagen diesem Gott geweiht waren.